# Beach 36th Street
Beach 36th Street, conosciuta anche con il nome di Beach 36th Street-Edgemere, è una fermata della metropolitana di New York, situata sulla linea IND Rockaway. Nel 2015 è stata utilizzata da 296 860 passeggeri.
È servita dalla linea A Eighth Avenue Express, sempre attiva.